# Shin Min-a
Shin Min-a (신민아?, 新慜娥?, Sin Min-aLR, Sin MinaMR), pseudonimo di Yang Min-a (양민아?, 梁慜娥?, Yang Min-aLR, Yang Min'aMR; Seongnam, 5 aprile 1984), è un'attrice ed ex modella sudcoreana.

## Carriera
Shin Min-a iniziò la sua carriera nel 1998 come modella per la rivista per adolescenti KiKi, poi apparve in alcuni videoclip della boyband GOD, fino al debutto come attrice nel 2001. Divenne velocemente nota per la commedia di arti marziali Volcano High con Jang Hyuk e il film romantico Madeleine con Zo In-sung. Ebbe un ruolo di supporto nel film noir di Kim Ji-woon Bittersweet Life, dove lavorò nuovamente con il collega di Areumda-un naldeul Lee Byung-hun. A questi seguirono I juk-il nom-ui sarang con Rain, la commedia Yasu-wa minyeo con Ryoo Seung-bum, e il thriller psicologico Ma-wang con Uhm Tae-woong e Joo Ji-hoon.
Con il trascorrere degli anni, interpretò una cantante sexy in Gogo 70, una moglie infedele in Kitchen e una giovane donna cinica in cerca del padre in Jigeum, idaeroga joayo. Diventò però nota per il ruolo di una gumiho nel drama del 2010 Nae yeojachin-guneun gumiho e per la serie storica del 2012 Arang sattojeon. Con la sua voce contribuì anche a molte colonne sonore.
Dopo il cortometraggio di genere thriller The X, Shin ritornò sul grande schermo nel 2014 con Gyeongju, un film introspettivo, e con la pellicola romantica Naui sarang, naui shinbu, dove lei e Jo Jung-suk interpretarono una coppia di sposi novelli.

## Filmografia

### Cinema
- Volcano High (Hwasango), regia di Kim Tae-gyun (2001)
- Madeleine, regia di Park Kwang-chun (2003)
- Bittersweet Life (Dalkomhan insaeng), regia di Kim Ji-Woon (2005)
- Sad Movie, regia di Kwon Jong-kwan (2005)
- Yasu-wa minyeo, regia di Lee Gye-byeok (2005)
- Mulim yeodaesaeng, regia di Kwak Jae-yong (2008)
- Gogo 70, regia di Choi Ho (2008)
- Kitchen, regia di Hong Ji-young (2009)
- Jigeum, idaeroga joayo, regia di Bu Ji-young (2009)
- 10eok, regia di Jo Min-ho (2009)
- The X, regia di Kim Ji-woon – cortometraggio (2013)

### Televisione
- Areumda-un naldeul – serie TV (2001)
- Ddaeryeo – serie TV (2003)
- I juk-il nom-ui sarang – serie TV (2005)
- Ma-wang – serie TV (2007)
- Nae yeojachin-guneun gumiho – serie TV (2010)
- Arang sattojeon – serie TV (2012)
- Oh My Venus (오 마이 비너스) – serie TV (2015-2016)
- Chief of Staff - serie TV (2019)
- Hometown Cha-Cha-Cha - serie TV (2021)
- Our Blues - Vite intrecciate – serie TV (2022)
- Nessun guadagno niente amore – serie TV (2024)
- Karma (악연?, Ag-yeonLR) – serie TV (2025)

## Riconoscimenti
- Chunsa Film Art Awards
  - 2009 – Best Actress per Gogo 70
- Cosmo Beauty Awards
  - 2011 – Beauty Icon of the Year
- Korean Advertisers Association Awards
  - 2010 – Good Model Award
- Korean Film Award
  - 2008 – Nomination Best Supporting Actress per Gogo 70
- Max Movie Awards
  - 2009 – Best Actress per Gogo 70
- MBC Drama Awards
  - 2012 – Best Couple con Lee Joon-gi per Arang sattojeon
  - 2012 – Nomination Top Excellence Award, Actress in a Miniseries per Arang sattojeon
- Mnet 20's Choice Awards
  - 2009 – Hot Fashionista
- SBS Drama Awards
  - 2003 – New Star Award per Ddaeryeo
  - 2010 – Excellence Award, Actress in a Drama Special per Nae yeojachin-guneun gumiho
  - 2010 – Top Ten Stars Award per Nae yeojachin-guneun gumiho
  - 2010 – Best Couple con Lee Seung-gi per Nae yeojachin-guneun gumiho
- Style Icon Awards
  - 2009 – Female Fashionista
  - 2010 – Style Icon Actress, TV category per Nae yeojachin-guneun gumiho
- TVCF Awards
  - 2010 – Best CF Model
- University Film Festival of Korea
  - 2008 – Best Supporting Actress per Gogo 70

## Doppiatrici italiane
Nelle versioni in italiano dei suoi film, Shin Min-a è stata doppiata da:
- Ilaria Latini in Volcano High
- Alessandra Grado in Bittersweet Life
- Martina Felli in Hometown Cha-Cha-Cha
- Marta Gallone in Nessun guadagno niente amore